# Carlos Mario Aguirre
Carlos Mario Aguirre Velásquez (Medellín, 21 de septiembre de 1951) es un actor colombiano de teatro, integrante y director del grupo teatral El Águila Descalza.

## Biografía
Nació en Medellín el 21 de septiembre de 1951.
Estudió Literatura en la Universidad de Antioquia (1973 – 1985).
Es el Fundador del grupo de teatro El Águila Descalza de Medellín en 1980.
Antes de crear el grupo El Águila Descalza, participó en la creación de la Escuela de Artes Representativas de la Universidad de Antioquia. 1975. Perteneció a grupos como El Taller de Artes (Los hampones, El señor Mockinpot), La Fanfarria (Los infortunios de la Bella Otero), Títeres La Polilla de Alberto Llerena (La hormiguita Juanita), entre otros.
También fue profesor de la Escuela de Artes Representativas de la Universidad de Antioquia, del Taller de Artes, la Escuela Popular de Artes, EPA y la Universidad EAFIT.
En 1985, se une al grupo Cristina Toro, con quien ha presentado la mayoría de sus obras.
Fue el coautor de los guiones para televisión de 52 capítulos del seriado País paisa, emitido por Teleantioquia en 1990.
Autor, actor y director de Tanto tango, Boleros en su ruta, El sueño del Pibe, País Paisa, Pues Antioquia vos, Medio Medellín, Trapitos al sol, Chicos malos SA, Pecao mortal, Colcha de retazos, Vida de perros, Cosas de la vida, La patria boba, Historia clínica, Su mamá... ¡La suya!, San Gardel de Medellín, Llevando del bulto, Ambiente familiar con cantaleta, Va la madre, Mañana le pago, Coma callao, Chupe por bobo, entre otras.
Adaptación y actuación obra El Sueño del Pibe.
Adaptación del cuento El Pelaíto que no duró nada, de Víctor Gaviria para versión teatral Matando el Tiempo - 1999.
En el 2021 publicó junto con Cristina Toro ¡Mucha gracia! la autobiografía en dos tomos de El Águila Descalza. Se trata de una colección que suman alrededor de 800 páginas con la historia del grupo teatral de 1980 al 2020. La edición de lujo está profusamente ilustrada con fotografías a color del maestro Juan Fernando Ospina y otros artistas.

## Obras
- Mi mamá me mima (1980)
- El pupilo que quiso ser tutor (1981)
- Medellín a solas contigo (1982)
- El sueño de las escalinatas (1984)
- La cantante calva (1984)
- El canto del cisne (1984)
- Tanto tango (1984)
- El sueño del Pibe (Del dorado a los Extraditables (1985)
- Filomena la vaca "filomenal" (1986)
- País paisa (1986)
- Pues Antioquia vos (1987)
- Medio Medellín (1989)
- Seriado el País Paisa en Teleantioquia (52 Capítulos) (1989-1990)
- Medellín en Cartel (1991)
- Trapitos al sol (1992)
- Chicos malos S.A (1993)
- Pecao mortal (1994)
- Colcha de retazos (1995)
- Vida de perros (1996)
- Cosas de la vida (1997)
- El sueño del Pibe (Segunda versión) (1998)
- La patria boba (1999)
- Matando el tiempo (2000)
- Historia clínica (2001)
- Su Mamá... ¡la suya! (2002)
- San Gardel de Medellín (2003)
- Rodaje Todos los hombres son iguales y las mujeres también (2004)
- Ambiente familiar con cantaleta (2004)
- Llevando del bulto (2005)
- Va la madre (2006)
- Mañana le pago (2006)
- DVD de País Paisa (2006)
- DVD de Mañana le pago (2007)
- DVD de Trapitos al sol (2008)
- DVD de Va la madre
- DVD de Coma Callao (2008)
- Chupe por bobo (2009)
- No vuelvo a beber (2012)
- Vida de perros, maluco también es bueno (2014)
- La puntica no más (2015)
- Bandeja paisa, Lo que no mata engorda (2018)
- Coronavirus, una obra viral (2021)
- Luna de mier... (2022)

## Reconocimientos
- Honoris Causa Toda una Vida otorgado por los Premios Hétores (Medellín, 2013).
- Orden Turantioquia (1987)
- Orden Porfirio Barba Jacob, Categoría Oro, Municipio de Medellín (1989)
- Orden Pedro Justo Berrío, Categoría Oro, Gobernación de Antioquia (1989)
- Premio Raza BT (1989)
- Chibcha de Oro, New York (1989)
- Beca de Creación del Festival Iberoamericano de Teatro con Matando el tiempo (2000)
- Orden de la Democracia Simón Bolívar en el grado de Cruz Comendador (2000)
- Sexto galardón Mayorca a las artes del Boulevard Comercial Mayorca y Dirección de Fomento a la Cultura de Antioquia, Gobernación de Antioquia (2010)
- Orden al Mérito Cívico y Empresarial Mariscal Jorge Robledo grado plata, por los 30 años de aporte a la cultura del país (2010)
- Impresión de huellas en la GALERÍA DE LA FAMA, Centro de Convenciones Teatro Los Fundadores (Manizales, 2011)
- Entidad destacada que trabaja en pro del humor,  IV Festival del Humor Guillermo Zuluaga “Montecristo” (2012)
- Honoris Causa Toda una Vida otorgado por los Premios Hétores (Medellín, 2013)
- Homenaje por su trayectoria teatral en el marco de la celebración de la Semana Internacional del Teatro, realizado por parte del Teatro Porfirio Barba Jacob (Medellín, 2019)
- Placa de reconocimiento por su trayectoria teatral en el marco de la celebración de la Semana Internacional del Teatro, realizado por parte del Teatro Pablo Tobón Uribe (Medellín, 2019)
- Mercurio de Oro, máximo galardón concedido por Fenalco Antioquia en la Noche de los Mejores (Medellín, 2021)